# Медососы-мао
Медососы-мао, или мао (лат. Gymnomyza), — род воробьинообразных птиц из семейства медососовых (Meliphagidae).

## Описание
Окраска оперения серая или зеленовато-черная.

## Распространение
Встречаются на островах Новая Каледония, Самоа и Фиджи.

## Классификация
В род включают 4 вида:
- Gymnomyza aubryana (J. Verreaux & Des Murs, 1860) — Вороний медосос-мао, или вороний мао
- Gymnomyza brunneirostris (Mayr, 1932)
- Gymnomyza samoensis (Hombron & Jacquinot, 1841) — Самоанский медосос-мао, или самоанский мао
- Gymnomyza viridis (E. L. Layard, 1875) — Большой медосос-мао, или большой мао

Возможно, род является полифилетическим. Наиболее близкими видами являются Gymnomyza viridis и Gymnomyza brunneirostris. Вид Gymnomyza samoensis тяготеет к кладе, которая включает Foulehaio и Xanthotis provocator. Вид Gymnomyza aubryana представляет собой отдельную и древнюю линию.